# 卢河畔勒巴尔
卢河畔勒巴尔（法語：Le Bar-sur-Loup，法語發音：[lə baʁ syʁ lu]）是法国滨海阿尔卑斯省的一个市镇，位于该省中部偏西南，属于格拉斯区。

## 地理
卢河畔勒巴尔（43°42'5"N, 6°59'20"E）面积14.47 平方千米，位于法国普罗旺斯-阿尔卑斯-蓝色海岸大区滨海阿尔卑斯省，该省份为法国东南部沿海省份，南濒地中海，西南至瓦尔省，西北接上普罗旺斯阿尔卑斯省，北部和东部与意大利接壤。
与卢河畔勒巴尔接壤的市镇（或旧市镇、城区）包括：科索勒、格拉斯新堡、古尔东、格拉斯、罗克福尔莱潘、勒鲁雷、圣瓦利耶德蒂耶、卢河畔图雷特。

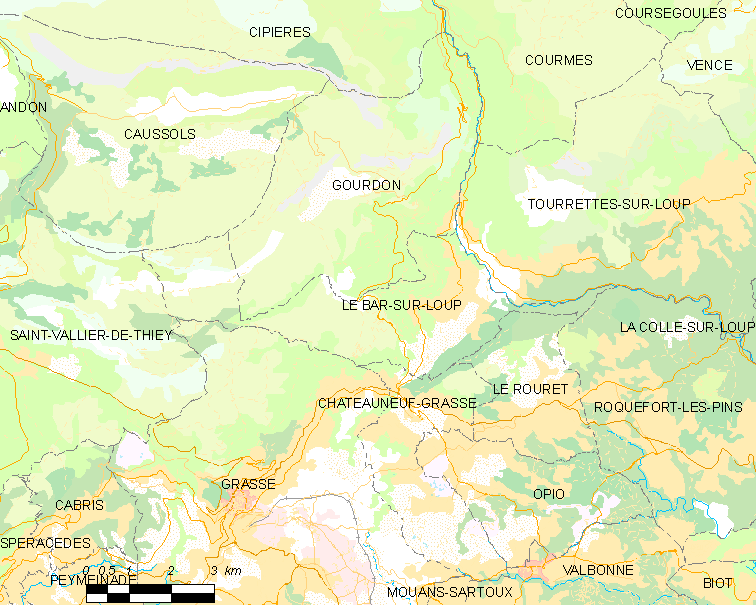
卢河畔勒巴尔的OSM定位图

卢河畔勒巴尔的时区为UTC+01:00、UTC+02:00（夏令时）。

## 行政
卢河畔勒巴尔的邮政编码为06620，INSEE市镇编码为06010。

## 政治
卢河畔勒巴尔所属的省级选区为瓦尔博讷县。

## 人口

1962-2008年间卢河畔勒巴尔人口变化图示

卢河畔勒巴尔于2022年1月1日时的人口数量为2960人。